# Sven Krauß
Sven Krauß (Herrenberg, 6 januari 1983) is een Duits voormalig wielrenner die zijn gehele professionele carrière, tussen 2002 en 2008, reed voor Team Gerolsteiner.

## Belangrijkste overwinningen
2003
- Chemnitz-Einsiedel
- 6e etappe Thüringen-Rundfahrt (U23)

2005
- 5e etappe Regio Tour International
- Protour ploegentijdrit (met Markus Fothen, Sebastian Lang, Torsten Schmidt, Uwe Peschel en Michael Rich)

## Resultaten in voornaamste wedstrijden
| Jaar | Ronde van Italië | Ronde van Frankrijk | Ronde van Spanje |
| ---- | ---------------- | ------------------- | ---------------- |
| 2005 | 132e             |                     |                  |
| 2006 | 97e              |                     |                  |
| 2007 | 135e             | 137e                |                  |
| 2008 | 131e             | 143e                |                  |

| Jaar | Gent-Wevelgem | Ronde van Vlaanderen | Parijs-Roubaix | Ronde van Lombardije | Parijs-Tours |  | Wereldranglijsten |
| ---- | ------------- | -------------------- | -------------- | -------------------- | ------------ |  | ----------------- |
| 2005 | 72e           |                      |                |                      |              |  |                   |
| 2006 | 81e           |                      |                | 80e                  |              |  |                   |
| 2007 | 52e           | 99e                  | 42e            |                      | 21e          |  | 232e (UPT)        |
| 2008 | 146e          | 92e                  | 18e            |                      | 14e          |  |                   |